# Before I Hang
Before I Hang (titlu original: Before I Hang) este un film SF american din 1940 regizat de Nick Grinde. În rolurile principale joacă actorii Boris Karloff și Evelyn Keyes.

## Prezentare
Dr. John Garth (Boris Karloff) este arestat și condamnat la moarte prin eutanasie după ce a provocat decesul  unui prieten la dorința acestuia. El își continuă experimentale sale în închisoare în căutarea unui ser care să inverseze procesul de îmbătrânire. Într-o zi, chiar înainte de executarea sa, se oferă drept cobai pentru a testa serul care a fost amestecat cu sângele unui criminal. Spre surprinderea tuturor, el începe să întinerească. Din păcate, serul are un efect secundar, transformându-l pe cel injectat într-un criminal.

## Distribuție
- Boris Karloff (Dr. John Garth)
- Evelyn Keyes (Martha Garth)
- Bruce Bennett (Dr. Paul Ames)
- Edward Van Sloan (Dr. Ralph Howard)
- Ben Taggart (Warden Thompson)
- Pedro de Cordoba (Victor Sondini)
- Wright Kramer (George Wharton)
- Bertram Marburgh (Stephen Barclay)

## Vezi și
- Listă de filme științifico-fantastice din anii 1940
- Listă de filme de groază din anii 1940
- Listă de filme thriller din anii 1940
- Istoria științifico-fantasticului
- Istoria filmului științifico-fantastic
- Listă de filme americane din 1940 ‎